# Лукьянов, Анатолий Иванович
Анато́лий Ива́нович Лукья́нов (7 мая 1930, Смоленск, РСФСР, СССР — 9 января 2019, Москва, Россия) — советский и российский партийный и государственный деятель. Секретарь ЦК КПСС (1987—1988), кандидат в члены Политбюро ЦК КПСС (1988—1990). Последний председатель Верховного Совета СССР (15 марта 1990 — сентябрь 1991), сначала сподвижник первого и последнего президента СССР Михаила Горбачёва, затем его оппонент. С августа 1991 по декабрь 1992 года находился под стражей по делу ГКЧП, но в дальнейшем был амнистирован. Депутат Государственной Думы Федерального Собрания Российской Федерации с 1993 по 2003 годы от КПРФ. Член Президиума ЦК (ЦИК) КПРФ (1994—2000). Поэт.
Доктор юридических наук (1979), профессор МГУ им. Ломоносова (2004). Заслуженный юрист Российской Федерации (2012).

## Биография
Родился в семье военнослужащего. Отец погиб на фронте. Трудовую деятельность начал в 1943 году рабочим оборонного завода. С 1945 года — рабочий на смоленском заводе «Арсенал».
Школу окончил в 1948 году с золотой медалью. Как пишет о Лукьянове в журнале «Русская жизнь» Олег Кашин: «В Москву из Смоленска он приехал подающим надежды поэтом, в активе которого были публикации в газетах на родине и доброжелательный отзыв Александра Твардовского».
Окончил юридический факультет МГУ (1953), аспирант там же в 1953—1956 годах.
Учился на одном потоке с Михаилом Горбачёвым, причём Лукьянов был руководителем комсомольской организации, а Горбачёв — его замом.
Владел английским, немецким и латинским (со словарём) языками.
В 1956—1961 годах — старший консультант юридической комиссии при Совете Министров СССР. В 1957 году был направлен юрисконсультом в Венгрию, затем — в Польшу. 1961—1976 — старший референт, заместитель заведующего отделом Президиума Верховного Совета СССР по вопросам работы Советов. В 1968 году был направлен на работу в Чехословакию. В 1976—1977 годах принимал участие в подготовке проекта Конституции СССР 1977 года.
В 1977—1983 годах — начальник секретариата Президиума Верховного Совета СССР. В 1981—1986 годах — член Центральной ревизионной комиссии КПСС. В 1983—1985 годах — первый заместитель заведующего, в 1985—1987 годах — заведующий Общим отделом ЦК КПСС. В 1987—1988 годах — заведующий Отделом административных органов ЦК КПСС.
Докторскую диссертацию защитил в 1979 году на тему «Государственное право». В 1983 году присвоено воинское звание подполковник запаса.
С 1984 года — депутат Верховного Совета РСФСР, председатель комиссии законодательных предположений.
В 1986—1991 годах — член ЦК КПСС. С 28 января 1987 года по 30 сентября 1988 года — секретарь ЦК КПСС по правовым и административным вопросам. Кандидат в члены Политбюро ЦК КПСС (30 сентября 1988 года — 14 июля 1990 года).
С 1985 года — депутат Верховного Совета СССР, в 1989—1992 годах — народный депутат СССР от КПСС, вошёл в состав ВС СССР.
С октября 1988 года по май 1989 года — первый заместитель председателя Президиума Верховного Совета СССР. 29 мая 1989 года избран Первым заместителем Председателя Верховного Совета СССР.
15 марта 1990 года Михаил Горбачёв был избран Съездом народных депутатов Президентом СССР. На посту председателя Верховного Совета СССР его сменил Лукьянов.

### Арест по делуГКЧП
Анатолий Лукьянов в своих воспоминаниях писал, что не считал введение чрезвычайного положения абсолютно оправданным. Об этом он прямо говорил участникам совещания, проходившего в кабинете премьер-министра СССР Валентина Павлова поздно вечером 18 августа 1991 года. Сам он в состав Государственного комитета по чрезвычайному положению (ГКЧП) не входил. 20 августа группа российских руководителей (Руцкой, Хасбулатов, Силаев) встречалась в Кремле с Анатолием Лукьяновым. В ходе встречи с российской стороны были выдвинуты требования, сводившиеся «к прекращению деятельности ГКЧП, возвращению в Москву Горбачёва, но особых угроз при этом не высказывалось. У Лукьянова создалось впечатление, что эти требования не носили ультимативного характера». Отсутствие ультимативности в требованиях посетителей Кремля говорило об их желании не обострять ситуацию и тем самым удержать гэкачепистов от попыток силовых действий, а также не торопить события, то есть продлить неопределенность ситуации, выгодной Белому дому.
Бывший член ГКЧП Олег Бакланов отмечал: «Лукьянов занимал очень мягкую позицию, в то время как от Верховного Совета зависело очень многое». Бакланов также отмечал тот факт, что Лукьянова арестовали позже всех остальных участников ГКЧП. По мнению самого Лукьянова, его арестовали потому что «Горбачёв и Ельцин боялись, что, если V Съезд народных депутатов СССР проведет он, депутаты могут свести на нет все результаты августовской победы демократии».
29 августа Верховный Совет СССР дал согласие на привлечение своего председателя к уголовной ответственности и на его арест.
С 29 августа 1991 года по 14 декабря 1992 года Лукьянов находился в следственном изоляторе «Матросская тишина», после чего он был освобождён под подписку о невыезде. 4 сентября 1991 года был освобождён от обязанностей Председателя Верховного Совета СССР. На следующий день Лукьянову предъявили обвинение в измене Родине. 2 января 1992 года депутатские полномочия Лукьянова были прекращены в связи с распадом СССР.
В ноябре обвинение было изменено на «заговор с целью захвата власти и превышении властных полномочий». Давать показания по делу ГКЧП он отказался, поскольку не считал себя виновным и не мог контактировать с людьми, которые, игнорируя презумпцию невиновности, уже в ходе первых следственных действий объявили его «уголовным преступником». Против ареста Лукьянова выступил его коллега, председатель Верховного Совета РСФСР Руслан Хасбулатов, который через 2 года тоже окажется за решеткой. В августе 1992 прокуратура вновь, теперь уже в третий раз, решила изменить свой подход, вернувшись к обвинению в «измене Родине» и добавив к нему ещё разного рода должностные преступления.
1 мая 1993 года вместе с бывшими членами ГКЧП Геннадием Янаевым и Владимиром Крючковым участвовал в демонстрации, которая закончилась столкновениями с милицией.
23 февраля 1994 года постановлением Государственной Думы была объявлена амнистия для всех членов и сторонников ГКЧП, и уголовное дело было прекращено.

### Депутат Государственной думы
В декабре 1993 года избран депутатом Государственной Думы первого созыва по одномандатному округу от Смоленской области, в 1995 году и 1999 году переизбирался. В Госдуме первого созыва он был членом Комитета по законодательству и судебно-правовой реформе. В Госдуме второго созыва был председателем Комитета по законодательству и судебно-правовой реформе. В Госдуме третьего созыва с января 2000 года по апрель 2002 года был председателем, а после апреля 2002 года до конца созыва — членом Комитета по государственному строительству.

### КПРФ
Был членом ЦК КПРФ. С 21 апреля 1994 года по 3 декабря 2000 года — член Президиума ЦК КПРФ.
В 2000 году избран председателем Центрального Консультативного совета при ЦК КПРФ, с 2008 года — почётный председатель Консультативного совета при ЦК КПРФ.

### Преподавательская работа
«Политика, с моей точки зрения, — я работал и при Хрущёве, и при Брежневе, и при Андропове, и при Черненко и теперь работал очень долго, — политика это абсолютное знание того, как могут откликнуться на твоё решение люди».
С 2004 года — профессор кафедры конституционного и муниципального права юридического факультета МГУ имени М. В. Ломоносова.
Член Петровской академии наук и искусств, Академии адвокатуры и Международной академии информатизации.

### Смерть и похороны
Скончался 9 января 2019 года в Москве в возрасте 88 лет от тяжёлой болезни. Центральный комитет КПРФ выразил соболезнования родным и близким покойного.
Организацией похорон по поручению председателя Государственной думы Вячеслава Володина занялся депутат от КПРФ Владимир Кашин совместно с аппаратом думы, председатель ЦК КПРФ Геннадий Зюганов сообщил, что Лукьянов будет похоронен на Троекуровском кладбище, тогда как дочь покойного Елена Лукьянова выступила за захоронение на Новодевичьем кладбище. Церемония прощания прошла 12 января в ритуальном зале Центральной клинической больницы в Москве, после чего А. И. Лукьянов в итоге был похоронен на Троекуровском кладбище (участок № 8), в сопровождении роты почётного караула под ружейные залпы и гимн России.

## Личная жизнь
Жена — Людмила Дмитриевна Лукьянова (род. 1931), доктор биологических наук, профессор, член-корреспондент РАН.
- Дочь — Елена Лукьянова (род. 1958), юрист, адвокат, доктор юридических наук.
- Есть внук[8].

По собственному свидетельству, дружил с Львом Гумилёвым: «Познакомились мы в конце шестидесятых, я помогал ему отбить в суде наследство Анны Андреевны Ахматовой, чтобы передать её архив в Пушкинский Дом. На этой почве подружились, и общались до самого моего ареста… Он умер, когда я был в тюрьме».
Со студенческих лет увлекался альпинизмом.

## Поэзия
Поэт, под псевдонимом Анатолий О́сенев — книга «Созвучие» (М., 1990). Также писал под псевдонимом Днепров. Всего опубликовал 11 книг стихов: «Созвучие» (1990), «Стихи из тюрьмы» (1992), «Песни протеста» (1992), «Стихи о воле и неволе» (1993), «Над Матросской тишиной — синева» (1993), «Лики мира» (венки сонетов), (1993), «Пленники музы» (1994), «Горька судьба поэтов» (1995), «Осенний триптих» (1995), «Венки сонетов» (1996), «Лучеса» (1998).
Член Союза писателей России с 1993 года. Также Лукьянов известен и как коллекционер-собиратель «голосов» (фонограмм) поэтов и не только. В 2006 году им было выпущено издание из 10 CD «100 поэтов XX века. Стихотворения в авторском исполнении». В основу легли звукозаписи голосов поэтов из личной коллекции, которую он собирал в течение нескольких десятилетий. Короткие монологи диктора читает сам Лукьянов.

## Награды
- орден Трудового Красного Знамени (1960)[42]
- орден Октябрьской революции (6.05.1980) — за многолетнюю плодотворную работу в аппарате Президиума Верховного Совета СССР и ЦК КПСС и в связи с пятидесятилетием со дня рождения[44]
- медаль ЦК КПРФ «90 лет Великой Октябрьской социалистической Революции»
- другие награды[42]
- зарубежные награды[42]

## Звания
- Почётный гражданин города-героя Смоленска (2000)[45]
- Заслуженный юрист Российской Федерации (2012)[46]

## Труды
Автор более 350 научных публикаций и учебников (в основном по теории права и конституционному праву), участвовал в подготовке Конституции СССР 1977 года и ряда законов.
Издал книгу воспоминаний «Август 91-го. Был ли заговор?» (2010; издательства: Эксмо, Алгоритм).
- В водовороте российской смуты : (Размышления, диалоги, документы). — М. : Кн. и бизнес, 1999. — 431, [1] с., [16] цв. ил., портр., ил., портр. ISBN 5-212-00849-2
- Парламентаризм в России : (вопросы истории, теории и практики) : курс лекций : учебное пособие для студентов вузов, обучающихся по направлению «Юриспруденция» и специальности «Юриспруденция». — М. : Норма : ИНФРА-М, 2010. — 303 с. ISBN 978-5-91768-113-9